# Grup de la birnessita
El grup de la birnessita és un grup de minerals de la classe dels òxids. El grup està format per tres espècies minerals: birnessita, rancieïta i takanelita. La birnessita cristal·litza en el sistema monoclínic, la rancieïta en el trigonal i la takanelita en l'hexagonal.
| Espècie    | Fórmula                           |
| ---------- | --------------------------------- |
| Birnessita | (Na,Ca,K)0.6(Mn4+,Mn3+)₂O₄·1.5H₂O |
| Rancieïta  | (Ca,Mn2+)0.2(Mn4+,Mn3+)O₂·0,6H₂O  |
| Takanelita | (Mn,Ca)Mn₄O9·H₂O                  |

Segons la classificació de Nickel-Strunz els minerals d'aquest grup pertanyen a "04.FL: Hidròxids (sense V o U), amb H₂O +- (OH); làmines d'octaedres que comparetixen angles» juntament amb els següents minerals: trebeurdenita, woodallita, iowaïta, jamborita, meixnerita, fougerita, hidrocalumita, kuzelita, aurorita, calcofanita, ernienickelita, jianshuiïta, woodruffita, asbolana, buserita, cianciul·liïta, jensenita, leisingita, akdalaïta, cafetita, mourita i deloryita.
D'aquestes tres espècies la única que no ha estat trobada als territoris de parla catalana és la takanelita. La birnessita ha estat descrita als camps de pegmatites de Cotlliure (Rosselló), a Cornellà de Conflent (Conflent) i a la mina Virgen del Pilar Mine, a Campo Arcís (Requena, Plana d'Utiel). Se n'ha trobat rancieïta a les mines de Batera (Cortsaví, Vallespir), al Correc d'en Llinassos (Oms, Rosselló), a Can Massineta (Oms, Rosselló), a Puig Cabres (Prats de Molló i la Presta, Vallespir), a Espirà de l'Aglí (Rosselló), a Cornellà de Conflent (Conflent), a Escaró (Conflent), a Fillols (Conflent), a la mina Elvira (Gavà, Baix Llobregat), a la mina de l'Alforja (Alforja, Baix Camp) i a la mina Serrana (El Molar, Priorat).